# Chalcidoptera alimenalis
Chalcidoptera alimenalis là một loài bướm đêm trong họ Crambidae.